# Braunwurzblattwespe

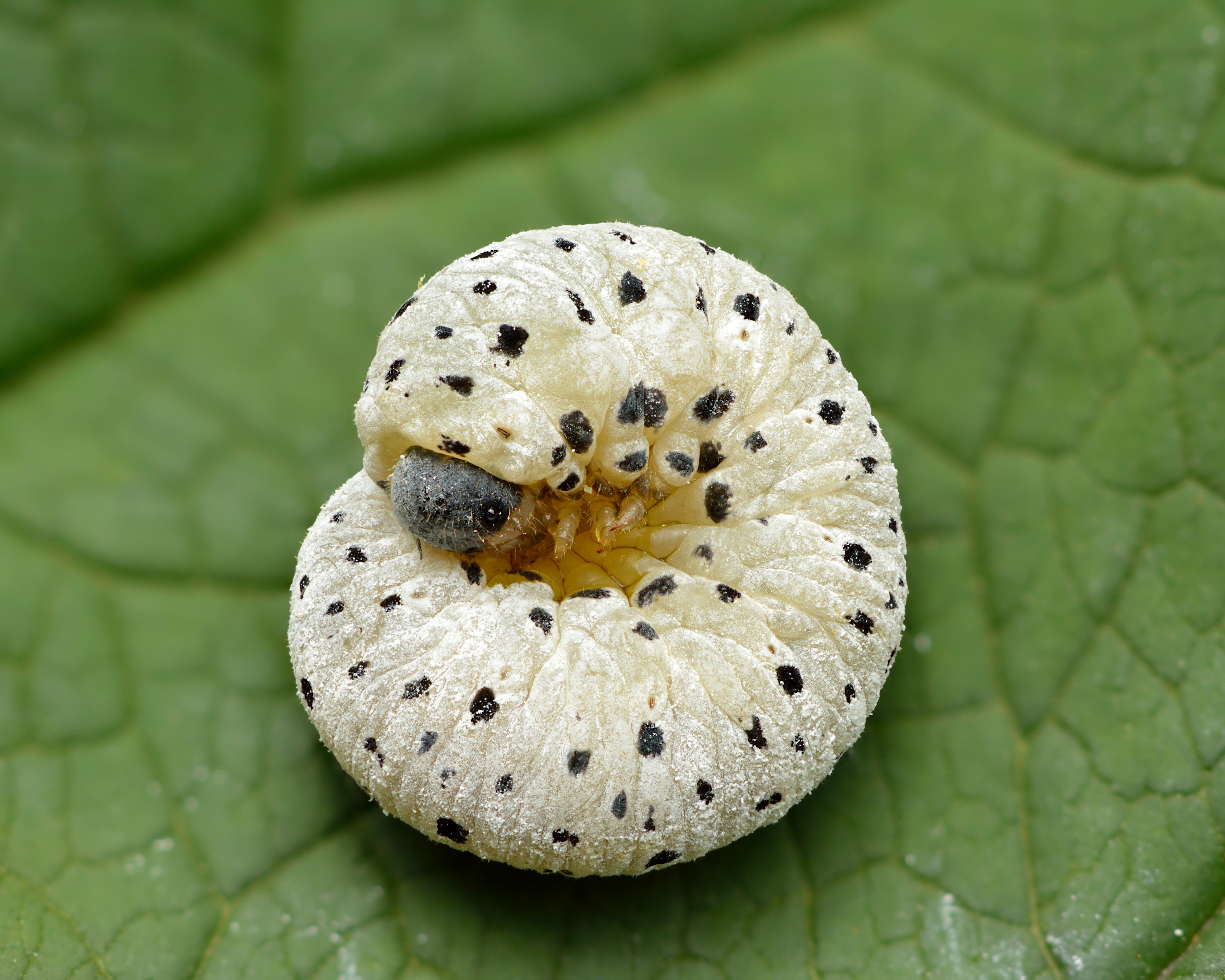
Larve

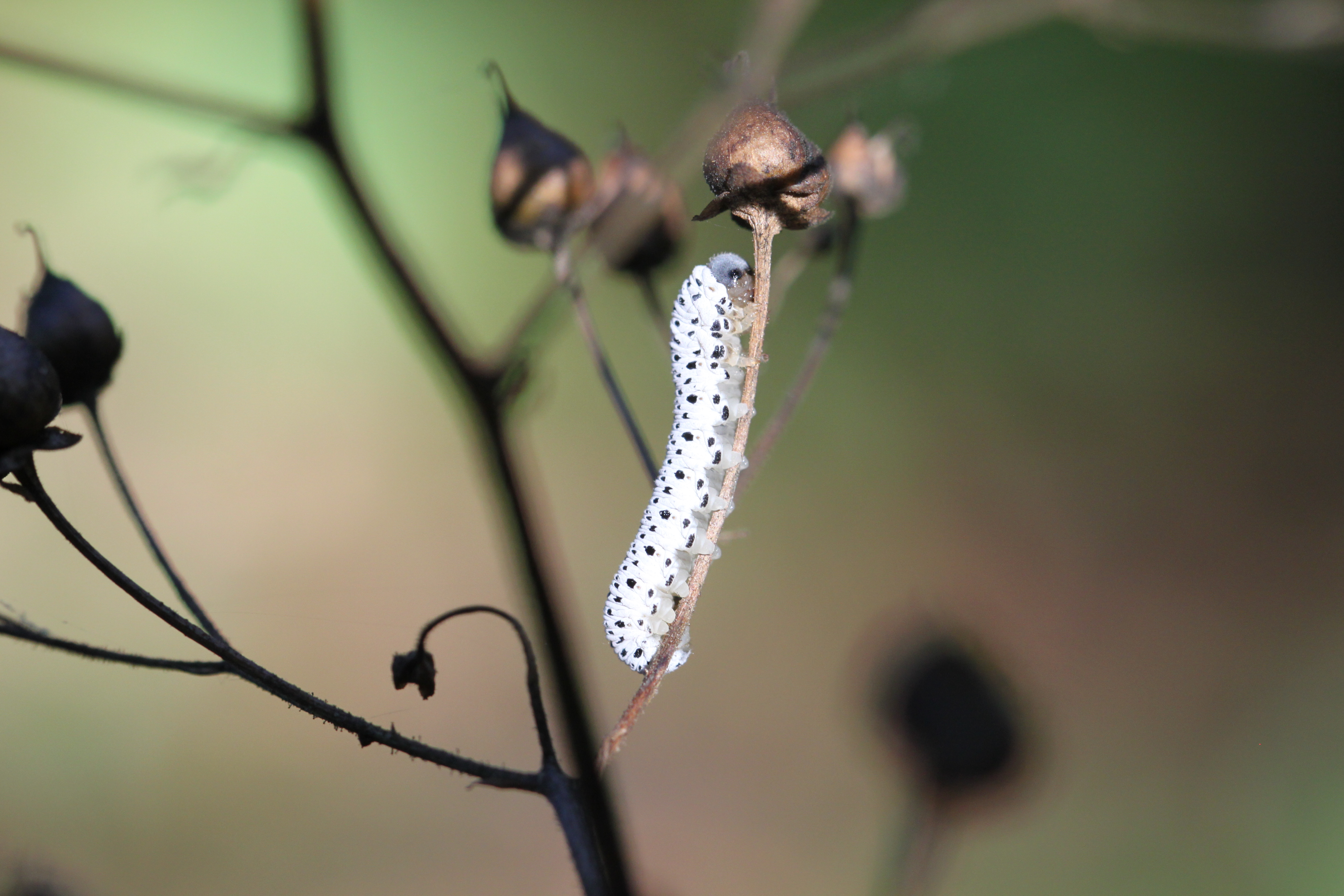
Larve der Braunwurzblattwespe

Die Braunwurzblattwespe (Tenthredo scrophulariae) ist eine Blattwespenart.

## Körperbau
Die Art wird 11 bis 15 Millimeter lang und ist schwarz und gelb gefärbt. Die gelb-schwarze Ringelung des Abdomens stellt vermutlich eine Mimikry von Faltenwespen (Vespidae) dar, die Schutz gegenüber Fressfeinden verschafft. Durch die orange Antennen und Beinglieder ähnelt die Art insbesondere den Feldwespen der Gattung Polistes.
Der Kopf ist schwarz gefärbt und recht kurz mit prominenten, rechteckigen Hinterecken. Die Geißel der Fühler ist zur Spitze hin nicht verschmälert, sie ist im Vergleich zu vielen verwandten Arten recht kurz (weniger als doppelt so lang wie die Kopfbreite). Sie ist orange gefärbt (bei den meisten ähnlichen Arten der Gattung ist sie schwarz).
Das vordere Beinpaar ist fast vollständig gelb. Lediglich die Rückseite der Oberschenkel (Femur) ist schwarz. Das mittlere und hintere Beinpaar ist orange, wobei die Oberschenkel des hinteren Beinpaares vollständig schwarz sind. Beim mittleren Beinpaar variiert die Farbe der Oberschenkel. Es gibt sowohl Individuen mit vollständig schwarzen Oberschenkeln als auch solche, bei denen nur die Rückseite der Oberschenkel schwarz ist. Die langen orangen Hinterbeine hängen im Flug herab und geben dem Insekt so ein charakteristisches Flugbild. Die Vorderkante der Vorderflügel einschließlich der Adern und des Flügelmals ist intensiv orangerot, die übrige Flügelmembran schwach gelblich, zur Spitze hin grau, getönt. Die Flügel werden auch im Ruhezustand fast immer vom Körper abgespreizt getragen.
Der Thorax ist überwiegend schwarz, lediglich das Pronotum und Scutellum sind gelb.
Die bis zu 30 Millimeter langen Larven der Braunwurzblattwespe sind Schmetterlingsraupen sehr ähnlich. Sie haben einen dunklen Kopf und einen weißen Körper mit schwarzen Punkten.

## Ökologie und Lebensweise
Die Larven dieser Art ernähren sich in erster Linie von Vertretern der Gattung Scrophularia (Braunwurz), zu deren wichtigsten Phytophagen sie zählt. Sie kommen daneben auch auf Verbascum nigrum (Schwarzer Königskerze) vor, wobei sie nur die wenig behaarten, älteren Blätter annimmt. Es liegt auch ein Nachweis von Sommerflieder vor.  Larven sind von Juli bis Oktober aktiv, sie überwintern. Imaginale Wespen fliegen im Sommer (Juni bis August) des folgenden Jahres. Die ausgewachsenen Tiere findet man oft auf Doldenblüten.
Die Larve wird von den Schlupfwespen-Arten Mesoleptidea prosoleuca und Euceros serricornis parasitiert.

## Verbreitung
Die Art lebt in ganz Europa und im Norden Kleinasiens, nach Osten bis zum Kaukasus. Sie ist in Deutschland verbreitet und häufig.